# Isla Saturna
La isla Saturna es una isla montañosa de aproximadamente 31 kilómetros cuadrados, en el grupo meridional de las islas del Golfo, un archipiélago situado en el estrecho de Georgia, entre la Isla de Vancouver y la costa pacífica de la Columbia Británica, Canadá. Es la isla más oriental del archipiélago. La población permanente se estima en 350 habitantes, aunque este número aumenta significativamente en verano. Aproximadamente la mitad de la isla forma parte del parque nacional de las islas del Golfo, que se formó en 2003 de la unión de dos parques provinciales. 